# Peritapnia nudicornis
Peritapnia nudicornis är en skalbaggsart som först beskrevs av Bates 1885.  Peritapnia nudicornis ingår i släktet Peritapnia och familjen långhorningar. Inga underarter finns listade i Catalogue of Life.